# Michel Piola
Michel Piola (Ginevra, 26 settembre 1958) è un arrampicatore e alpinista svizzero.
È uno dei più stimati e prolifici apritori di vie lunghe d'arrampicata: ha aperto più di 900 vie d'arrampicata in tutto il mondo, di cui più di cento solo sul Monte Bianco.

## Biografia
Ha esordito nel 1979 con una prima salita sull'Eiger, la via Geneva Pillar a 19 anni insieme a Gérard Hopfgartner, suo coetaneo. Nel 1981 ha realizzato la seconda invernale della via Cassin sul Pizzo Badile insieme a Marco Pedrini e Danilo Gianinazzi. Negli anni ottanta ha incominciato ad aprire nuove vie sul Monte Bianco. È stato tra i primi ad utilizzare gli spit in montagna, con moderazione, integrando le salite anche con nut e friend. Il suo stile di apertura è stato rivoluzionario: non più per la fama dell'apritore ma per creare vie belle che fossero ripetute da altri divertendosi. Sono divenute delle classiche le sue vie sul Grand Capucin come Voyage selon Gulliver e O sole mio.
Nel 1993 gli viene assegnato il premio Piolet d'Or per la nuova via Dans l'Oeil du Cyclone aperta sulle Torres del Paine insieme a Vincent Sprungli l'anno prima.
Suoi compagni nelle salite sono stati altri grandi apritori di vie lunghe come gli svizzeri Pierre-Alain Steiner e Daniel Anker.
In una intervista del 2008 ha dichiarato che per lui le sue vie più belle sono le Les rivière pourpres a Taghia per il calcare e Le voyage selon Gulliver al Grand Capucin per il granito.
Vive a Ginevra con la moglie Muriel, anch'essa arrampicatrice. La figlia Anouk Piola partecipa alle competizioni di arrampicata e lavora nella palestra locale Genèvescalade.

## Vie lunghe
Ha aperto più di 900 vie d'arrampicata in tutto il mondo: Alpi, Groenlandia, Patagonia, Pakistan, Sardegna, Kalymnos, Marocco. Alcune delle salite più importanti:

### Monte Bianco
- Nostradamus - Aiguille del Pelerins - 1980 – 600 m
- La Beauté du monde - Petites Jorasses (FRA) - 12-14 agosto 1981 - Prima salita con Pierre-Alain Steiner e Christian Dalphin
- Elixir d'Astaroth - Grand Capucin (FRA) - 18-20 agosto 1981 - Prima salita con Pierre-Alain Steiner e Romain Vogler, 400 m/7a+[3]
- Voyage selon Gulliver - Grand Capucin (FRA) - 18-19 luglio 1982 - Prima salita con Patrick Steiner, 300 m/7a+[4]
- Jöri Bardill - Pilone Centrale del Freney (ITA) - 10-12 agosto 1982 - Prima salita con Pierre-Alain Steiner e Jöri Bardill
- Flagrant délire - Grand Capucin (FRA) - 1983 - 13-14 agosto 1983 - Prima salita con Jean-Marc Boivin
- Une sale affaire de sexe et crime - Envers des Aiguilles (FRA) - 1983 – 270 m/7c Prima salita con G. Bettembourg, A. Cheneval, R. Ghilini, Gérard Hopfgartner
- Sourire de l'été - Grand Capucin (FRA) - 1º gennaio 1984 - Prima invernale con Pierre-Alain Steiner e Gérard Hopfgartner
- O sole mio - Grand Capucin (FRA) - 21-22 aprile 1984 – 300 m/6b+ Prima salita con Pierre-Alain Steiner[5]
- Super Dupont - Aiguille du Midi (FRA) - 1984 - Prima salita con Pierre-Alain Steiner, 200 m/7b[6]
- Taxi Surprise - Pyramide du Tacul (FRA) - 27 aprile 1985 - Prima salita con Gérard Hopfgartner, Louis Muriel e Romain Vogler
- Super Terreur - Pic Adolphe (FRA) - 24 luglio 1985 - Prima salita con Armand Muriel
- L'ivresse des latitudes - Pilier Rouge (FRA) - 24-25 luglio 1985 - Prima salita con Armand Muriel
- Cité Radieuse - Pyramide du Tacul (FRA) - 22 maggio 1986 - Prima salita con D.Piola
- Toboggan - Pilastro a Tre Punte (FRA) - 25-26 giugno 1986 - Prima salita con Pierre-Alain Steiner
- Totem - Pilastro a Tre Punte (FRA) - 18-19 giugno 1988 - Prima salita con Pascal Strappazzon
- Tabou - Chandelle (FRA) - 10 luglio 1988 - Prima salita con Pascal Strappazzon
- Etoiles filantes - Tour des Jorasses (ITA) - 12-13 agosto 1988 - Prima salita con Pascal Strappazon e Daniel Anker
- Roeking Chair - Tete des Chassurs (FRA) - 14 giugno 1989 - Prima salita con Pascal Strappazzon
- The fast belay - Tete des Chassurs (FRA) - 15 giugno 1989 - Prima salita con Pascal Strappazzon
- Le pilier du bout du monde - Pilastro di Destra del Brouillard (FRA) - 18 giugno 1989 - Prima salita con Daniel Anker
- Les Anneaux Magiques - Pilastro Rosso di Brouillard (ITA) - 19 luglio 1989 - Prima salita con Daniel Anker
- Demi-Portion - Aiguille Croux (ITA) - 20-21 luglio 1989 - Prima salita con Daniel Anker
- Empire State Building - Pilier Rouge (FRA) - 23 agosto 1989 - Prima salita con Pascal Strappazzon
- Ice fall - Pyramide du Tacul (FRA) - 24 agosto 1989 - Prima salita con Pascal Strappazzon
- Gargantua - Petites Jorasses (FRA) - 1990 - Prima salita con Gérard Hopfgartner
- Marins d'eau douce - Pointe de l'Androsace (FRA) - 27-28 maggio 1990 - Prima salita con Romain Vogler
- Les intouchable - Trident du Tacul (FRA) - 29 giugno 1992 - Prima salita con Hervé Bouvard, 250 m/7c+. La via è stata liberata da Alain Ghersen lo stesso anno.[7]
- Pantagruel - Petites Jorasses (FRA) - 1993 - Prima salita con Benoit Robert, 350 m/6c+
- Dangerous - Aiguille Noire de Peuterey (ITA) - 1994 - Prima salita con Manlio Motto
- Titanic - Paroi des Titans (FRA) - 1997 - Prima salita con Manlio Motto e Benoit Robert

### Patagonia
- Bénitiers - Cerro Mocho - 4 gennaio 1989 - Prima salita con Daniel Anker, 400 m/7b
- Patagonicos Desperados - Aguja Poincenot - 9-11 gennaio 1989 - Prima salita con Daniel Anker, 600 m/6c
- Dans l'Oeil du Cyclone - Torres del Paine - 1992 - Prima salita con Vincent Sprungli, salita che gli è valso il premio Piolet d'Or nel 1993

### Sardegna
- Sette Anni di Solitudine - Punta Giradili - 2002 - Prima salita con Manlio Motto, 400 m/7a
- Jonathan Livingstone - Punta Giradili - 2002 - Prima salita

### Marocco
- Rivières Pourpres - Taghia - 2003 - Prima salita con Arnaud Petit e Benoit Robert, 500 m/7b+
- Axe du Mal - Taghia - 2004 - Prima salita con Arnaud Petit e Benoit Robert, 500 m/7c+
- Le Grand Carnaval - Taghia - 2004 - Prima salita con Arnaud Petit, Fred Roulx, Benoit Kempf et Fred Gentet, 400 m/8a+

### Pakistan
- Gran Diedre Desplomado - Torri di Trango/Nameless Tower - 1987 - Prima salita con Stephane Schaffler, Michel Fauquet e Patrick Delale, 1100 m/VI,5.11, A4[8]

### Altre salite sulle Alpi
- Geneva Pillar - Eiger (SUI) - 1979 – 900 m Prima salita con Gérard Hopfgartner (via chiamata anche Le porte du Chaos), entrambi avevano 19 anni
- Cassin - Pizzo Badile (ITA) - 1981 - Seconda invernale (prima in stile alpino) con Marco Pedrini e Danilo Gianinazzi
- Direttissima Piola-Steiner al Naso di Zmutt - Cervino (ITA) - 1981 - Salita con Pierre-Alain Steiner
- Le Chant du Cygne - Eiger (SUI) - 1991-1992 - Prima salita con Daniel Anker, 900 m/7a

## Riconoscimenti
- Piolet d'Or nel 1993 insieme al francese Vincent Sprungli per la nuova via Dans l'Oeil du Cyclone sulle Torres del Paine[1]